# 史考特·高第
伯納德·史考特·高第（英語：Bernard Scott Gaudi，1974年—）是一名美國天文學家。他是俄亥俄州立大學天文學系托馬斯·傑佛遜發現與太空探索教授、天文學教授和本科生研究主席。他曾擔任NASA系外行星探測計劃分析小組 （页面存档备份，存于）主席（2012年—2014年）和NASA天體物理學諮詢委員會 （页面存档备份，存于）主席（2012年—2014年）。2018年，高第擔任美國國家科學院系外行星科學戰略研究聯合主席。

## 生平
高第在伊利諾州的一個鄉村小鎮長大。他在伊利諾州數學與科學學院完成高中學業，在密西根州立大學完成本科教育，並在俄亥俄州立大學獲得博士學位。
高第自2006年起擔任俄亥俄州立大學天文學系教師。他曾是麻薩諸塞州劍橋哈佛大學天文台的門澤爾研究員和紐澤西州普林斯頓高等研究院的哈伯研究員 （页面存档备份，存于）。
高第是一名同性戀者。他分享說，他希望將代表性帶入天文學，並專注於讓LGBTQ和受愛滋病影響的青少年參與天文學。

## 學術研究
高第是利用各種方法（包括凌日法和微重力透鏡）發現太陽系外行星並對其進行統計特徵描述的領軍人物。2008年，他和他的合作者宣布利用微透鏡發現了第一顆木星/土星類似物。2017年，他共同領導了千度極小望遠鏡巡天合作項目，並宣布發現了KELT-9b，這是迄今發現的最炙熱的凌日氣態巨行星。
高第第一次在重要媒體上露面是在《發現》雜誌上，當時該雜誌將他評為「未來20年值得關注的20位年輕科學家」之一。高第利用多種技術幫助發現了五十多顆行星，他的工作為他贏得《紐約時報》、《華盛頓郵報》、《新科學人》、《天空與望遠鏡》、《天文學》和《連線》等雜誌的報導。